# 似白鮈属
似白鮈属（学名：Paraleucogobio）为鲤科的一个属。分布于中国黄河至黑龙江水系。 

## 下属物种
本属包括以下物种：
- Paraleucogobio notacanthus Berg, 1907
- 条纹似白鮈 Paraleucogobio strigatus (Regan)